# W3Schools
 W3Schools – edukacyjna strona internetowa do nauki kodowania online, dostępna na zasadach freemium. Pierwotnie opublikowana w 1998 roku, wywodzi swoją nazwę od World Wide Web, ale nie jest powiązana z World Wide Web Consortium. W3Schools oferuje kursy obejmujące wszystkie aspekty tworzenia stron internetowych. W3Schools publikuje również darmowe szablony HTML. Jest prowadzona przez Refsnes Data w Norwegii. Ma internetowy edytor tekstu o nazwie TryIt Editor, a użytkownicy mogą edytować przykłady i uruchamiać kod w środowisku testowym.

## Możliwości
Na stronie są prezentowane bezpłatnie przykłady kodu źródłowego z objaśnieniami w języku angielskim, z których większość można również edytować i uruchamiać interaktywnie w edytorze na żywo. Szczegóły implementacyjne kodu są ukryte, dzięki czemu użytkownik może skupić się na pokazanym przykładzie kodu w środowisku testowym - piaskownicy. 
Samouczki są podzielone na poszczególne rozdziały dotyczące danego języka programowania. Oprócz podstaw, pokazane są możliwości i przykłady implementacji w aplikacji, ćwiczenia a także odwołania do dokumentacji poszczególnych funkcji lub elementów. 
Dostępne są języki HTML, CSS, JavaScript, JSON, PHP, AngularJS, SQL, Bootstrap, Node.js, jQuery, XQuery, Ajax i XML.
Ponadto istnieje kanał YouTube, który podejmuje i wyjaśnia tematy 
związane z tworzeniem stron internetowych oraz forum internetowe. 